# Discographie de Jeanne Mas
Cet article regroupe la discographie complète de Jeanne Mas.

## Albums
| 1985 | Jeanne Mas                 | 5                     | —   | —  | 200 000  | Or          |
| 1986 | Femmes d'aujourd'hui       | 1 (durant 5 semaines) | —   | —  | 980 000  | 3 × Platine |
| 1987 | Jeanne Mas en concert      | 12                    | —   | —  | 100 000  | Or          |
| 1989 | Les Crises de l'âme        | 1 (durant 4 semaines) | —   | 21 | 400 000, | Platine     |
| 1990 | L'Art des femmes           | —                     | —   | —  | 90 000   |             |
| 1992 | Au nom des rois            | —                     | —   | —  | 70 000   |             |
| 1996 | Jeanne Mas et les Égoïstes | —                     | —   | —  | 20 000   |             |
| 2000 | Désir d'insolence          | —                     | —   | —  |          |             |
| 2001 | Je vous aime ainsi         | 150                   | —   | —  |          |             |
| 2003 | Les Amants de Castille     | 90                    | —   | —  |          |             |
| 2007 | The Missing Flowers        | 164                   | —   | —  |          |             |
| 2008 | Be West                    | 156                   | —   | —  |          |             |
| 2009 | 7 Nights                   | —                     | —   | —  |          |             |
| 2010 | Divas Wanted               | —                     | —   | —  |          |             |
| 2011 | Bleu citron                | —                     | —   | —  |          |             |
| 2012 | Made in France             | —                     | —   | —  |          |             |
| 2014 | H2-EAU                     | —                     | —   | —  |          |             |
| 2017 | PH                         | 187                   | —   | —  |          |             |
| 2019 | Goodbye, je reviendrai     | 80                    | 101 | —  |          |             |
| 2020 | Love                       | 43                    | —   | —  |          |             |
| 2020 | Maxi Love                  | —                     | —   | —  |          |             |
| 2021 | Sapore di amore            | —                     | —   | —  |          |             |
| 2022 | Sapore di Amore Maxi       |                       |     |    |          |             |
| 2022 | Sapore di Amore Maxi Plus  |                       |     |    |          |             |
| 2023 | Phosphore                  | 182                   |     |    |          |             |
| 2023 | Phosphore RMX              |                       |     |    |          |             |
| 2024 | Mon Elix                   | 109                   |     |    |          |             |

## EP
| Année | Titre          | Certification (France) | Classement France | Classement Québec | Informations additionnelles                                                                                |
| ----- | -------------- | ---------------------- | ----------------- | ----------------- | --- |
| 2016  | Need Your Love | -                      | -                 | -                 | EP contenant cinq titres réalisés sous le nom de LaBlonde (avec en bonus deux versions remix en extension) |
| 2018  | Autrement      | -                      | -                 | -                 | EP contenant cinq titres. Des reprises de chansons d'autres artistes                                       |

## Compilations
| Année | Album                                | Classement des ventes | Classement des ventes | Classement des ventes |
| Année | Album                                | France                | Belgique              | Ventes estimées       |
| ----- | ------------------------------------ | --------------------- | --------------------- | --------------------- |
| 1991  | Depuis la toute première fois        | —                     | —                     | 50 000                |
| 1994  | Les Années chansons - Platine        | —                     | —                     | —                     |
| 1996  | Les Plus Grands Succès de Jeanne Mas | 12                    | 20                    | 100 000               |
| 2000  | L'Essentiel                          | —                     | —                     | —                     |
| 2001  | J'M - Le Meilleur de Jeanne Mas      | —                     | —                     | —                     |
| 2003  | Anthologie                           | —                     | —                     | —                     |
| 2004  | Best of                              | 13                    | —                     | —                     |
| 2007  | Most of the Best                     | —                     | —                     | —                     |
| 2007  | Best-of La Blonde                    | —                     | —                     | —                     |
| 2007  | Disco Latino                         | —                     | —                     | —                     |
| 2007  | My 80's                              | —                     | —                     | —                     |
| 2008  | Platinum Collection (3 CD)           | —                     | —                     | —                     |
| 2008  | Most of the Best 2                   | —                     | —                     | —                     |
| 2009  | Côté rock                            | —                     | —                     | —                     |
| 2009  | My Best 80's                         | —                     | —                     | —                     |
| 2009  | En secret                            | —                     | —                     | —                     |
| 2010  | Collection 2010                      | —                     | —                     | —                     |
| 2010  | The Flowers Collection               | —                     | —                     | —                     |
| 2019  | Réminiscences (3CD)                  | 130                   | 132                   | —                     |
| 2020  | Collection (Vinyle)                  | —                     | —                     | —                     |
| 2022  | Remixology (2CD / 3 Vinyles)         | —                     | —                     | —                     |

## Singles
| Année | Titre                                    | Certification (France) | Classement France | Classement Québec | Informations additionnelles                                                                                    |  |
| ----- | ---------------------------------------- | ---------------------- | ----------------- | ----------------- | --- |  |
| 1978  | On the Moon                              | -                      | -                 | -                 | Uniquement paru en Italie                                                                                      |  |
| 1984  | Toute Première Fois                      | Or                     | 8                 | 34                | Le Top 50 n'a démarré qu'en novembre 1984                                                                      |  |
| 1985  | Johnny, Johnny                           | Or                     | 1                 | 8                 | 4 semaines no 1                                                                                                |  |
| 1985  | Cœur en stéréo                           | -                      | 24                | 27                | |  |
| 1986  | En rouge et noir                         | Or                     | 1                 | 2                 | 2 semaines no 1                                                                                                |  |
| 1986  | L'Enfant                                 |                        | 3                 | 20                | |  |
| 1987  | Sauvez-moi                               | -                      | 3                 | 47                | |  |
| 1987  | La Bête libre                            | -                      | 13                | -                 | |  |
| 1988  | Remixes                                  | -                      | -                 | -                 | Premier single de Jeanne à apparaître sous le format CD                                                        |  |
| 1989  | Y'a des bons...                          | -                      | 13                | 23                | |  |
| 1989  | Les Crises de l'âme                      | -                      | -                 | 48                | Sorti uniquement en Allemagne et en Italie                                                                     |  |
| 1989  | J'accuse                                 | -                      | -                 | -                 | |  |
| 1989  | Carolyne                                 | -                      | -                 | 11                | |  |
| 1990  | Bébé Rock                                | -                      | -                 | -                 | |  |
| 1990  | Shakespeare                              | -                      | -                 | 35                | |  |
| 1991  | Angela (L'Art des femmes)                | -                      | -                 | 38                | |  |
| 1992  | Au nom des rois                          | -                      | -                 | -                 | |  |
| 1992  | Dors bien Margot                         | -                      | -                 | -                 | |  |
| 1993  | Aime-moi                                 | -                      | -                 | -                 | |  |
| 1994  | C'est pas normal                         | -                      | -                 | -                 | |  |
| 1996  | Côté H côté clean                        | -                      | -                 | -                 | |  |
| 1997  | Anna                                     | -                      | -                 | -                 | |  |
| 2000  | Désir d'insolence                        | -                      | -                 | -                 | |  |
| 2001  | Je vous aime ainsi                       | -                      | -                 | -                 | |  |
| 2003  | Chimène                                  | -                      | -                 | -                 | |  |
| 2003  | Poussière de Castille                    | -                      | -                 | -                 | |  |
| 2004  | Toute Première Fois (FDP remix)          | -                      | 96                | -                 | |  |
| 2005  | Johnny, Johnny (remix)                   | -                      | -                 | -                 | |  |
| 2006  | Màs alli màs alla                        | -                      | -                 | -                 | CD Single vendu uniquement sur le site officiel de Jeanne                                                      |  |
| 2006  | On a Summer Day                          | -                      | -                 | -                 | Classé dans le Hit des Clubs à Chicago (États-Unis), CD Single vendu uniquement sur le site officiel de Jeanne |  |
| 2006  | Un air d'Argentine                       | -                      | -                 | -                 | |  |
| 2007  | C'est interdit                           | -                      | -                 | -                 | Sorti sous le pseudonyme LaBlonde, CD Single vendu uniquement sur le site officiel de Jeanne                   |  |
| 2007  | Come to Los Angeles                      | -                      | -                 | -                 | Sorti sous le pseudonyme LaBlonde, CD Single vendu uniquement sur le site officiel de Jeanne                   |  |
| 2007  | Sans toi                                 | -                      | -                 | -                 | CD Single vendu uniquement sur le site officiel de Jeanne                                                      |  |
| 2008  | Be West                                  | -                      | -                 | -                 | CD Single vendu uniquement sur le site officiel de Jeanne                                                      |  |
| 2008  | Plus jamais                              | -                      | -                 | -                 | Titre choisi pour la promotion mais pas de support                                                             |  |
| 2009  | Back to the Future                       | -                      | -                 | -                 | Sorti sous le pseudonyme LaBlonde, CD Single vendu uniquement sur le site officiel de Jeanne                   |  |
| 2009  | Maudit                                   | -                      | -                 | -                 | CD Single vendu uniquement sur le site officiel de Jeanne                                                      |  |
| 2010  | It Could Be                              | -                      | -                 | -                 | CD Single vendu uniquement sur le site officiel de Jeanne                                                      |  |
| 2010  | Si long trop court                       | -                      | -                 | -                 | |  |
| 2011  | Hoop Hoop (Reloaded)                     | -                      | -                 | -                 | Single choisi pour la promotion, paru uniquement sous forme numérique                                          |  |
| 2011  | Les Dimanches                            | -                      | -                 | -                 | Titre choisi pour la promotion mais pas de support                                                             |  |
| 2011  | Reste                                    | -                      | -                 | -                 | Titre choisi pour la promotion mais pas de support                                                             |  |
| 2012  | Gil                                      | -                      | -                 | -                 | |  |
|       | Pour toi j'ai tort                       | -                      | -                 |                   | Titre choisi pour la promotion mais pas de support                                                             |  |
|       | Rebelle                                  | -                      | -                 |                   | Paru uniquement sous forme numérique                                                                           |  |
| 2014  | Pablo                                    | -                      | -                 | -                 | CD Single vendu uniquement sur le site officiel de Jeanne                                                      |  |
| 2014  | La Jupe                                  | -                      | -                 | -                 | Titre choisi pour la promotion mais pas de support                                                             |  |
| 2014  | Accélère                                 | -                      | -                 | -                 | Titre choisi pour la promotion mais pas de support                                                             |  |
| 2014  | Les Lunes                                | -                      | -                 | -                 | CD Single thématique vendu uniquement sur le site officiel de Jeanne et aux Folies Bergère                     |  |
| 2017  | Slash & Moi                              | -                      | -                 | -                 | Titre choisi pour la promotion mais pas de support                                                             |  |
| 2017  | Bon Voyage                               | -                      | -                 | -                 | Titre choisi pour la promotion mais pas de support                                                             |  |
| 2018  | Poupée psychédélique                     | -                      | -                 | -                 | Single paru uniquement sous forme numérique                                                                    |  |
| 2019  | J'avance                                 |                        |                   |                   | Paru uniquement sous forme numérique                                                                           |  |
|       | Cruel                                    |                        |                   |                   | Paru uniquement sous forme numérique                                                                           |  |
|       | Ecris-moi                                |                        |                   |                   | Promo video |  |
| 2020  | L'artiste (Love Remix)                   | -                      | -                 | -                 | Paru uniquement sous forme numérique                                                                           |  |
|       | Tout donné (Maxi Remix)                  | -                      | -                 | -                 | Paru uniquement sous forme numérique                                                                           |  |
|       | Annabelle (Dance Remix)                  | -                      | -                 | -                 | Paru uniquement sous forme numérique                                                                           |  |
| 2021  | Nature morte                             |                        |                   |                   | Paru uniquement sous forme numérique                                                                           |  |
|       | Lettre à mon père                        |                        |                   |                   | Paru uniquement sous forme numérique                                                                           |  |
|       | Johnny Johnny (Young Pulse Remix)        |                        |                   |                   | Paru uniquement sous forme numérique                                                                           |  |
| 2022  | Dans l'univers (Le remix)                |                        |                   |                   | Paru uniquement sous forme numérique                                                                           |  |
|       | Alex (Maxi)                              |                        |                   |                   | Paru uniquement sous forme numérique                                                                           |  |
| 2023  | Je Passe                                 |                        |                   |                   | Paru uniquement sous forme numérique                                                                           |  |
|       | Toute première fois(Pablo Bozzi Remixes) |                        |                   |                   | Paru uniquement sous forme numérique                                                                           |  |
|       | Dernière song                            |                        |                   |                   | Promo video |  |
|       | Les fleurs                               |                        |                   |                   | Promo video |  |
|       | Mississipi River                         |                        |                   |                   | Promo video |  |
|       | Qu'est ce qu'on attend                   |                        |                   |                   | Promo video |  |
| 2024  | Coeur en stereo (2024)                   |                        |                   |                   | CD Single vendu au Casino de Paris                                                                             |  |
| 2025  | Nous                                     |                        |                   |                   | |  |
|       | Andalouses                               |                        |                   |                   | |  |